# 진주 성전암 목조여래좌상
진주 성전암 목조여래좌상(晉州 聖殿庵 木造如來坐像)은 대한민국 경상남도 진주시 이반성면 성전암에 있는 조선시대의 불상이다. 2000년 1월 31일 경상남도의 유형문화재 제350호로 지정되었다.

## 개요
성전암 대웅전에 봉안된 이 여래상은 높이 60㎝, 폭 43㎝의 나무로 만든 조그만 불상이다. 전체적으로 불상의 상태는 아주 양호한데, 머리에 상투모양과 구슬이 표현되어 있고 입은 꼭 다문 모습이다. 옷자락은 양쪽 어깨에 걸쳐서 U자 모양으로 흘러내리고 있다. 손 모양은 아미타여래의 9가지 손모양중 하품하생인을 연출하였다.
불상의 배 안에서 불상을 만들 때 남긴 기록과 경전 등이 발견되었는데, 그 기록에 따르면 이 불상은 조선 인조 22년(1644)에 조성되었다고 한다. 따라서 이 불상은 제작 연대를 정확히 알 수 있다는 점에서 조선 중기의 불상을 연구하는데 아주 중요한 자료이다.
성전암은 신라 헌강왕 5년(879)에 도선 국사가 창건한 절이다. 도선은 우리나라를 풍수지리상으로 해석하여 백두산의 정기가 백두대간을 타고 내려오다 한강 이북인 삼각산에 한 지맥이 머물렀고 남강의 물을 끼고 있는 여항산에 와서 다른 한 지맥이 맺혔다고 보았다. 그리하여 도선은 이곳에 암자를 짓고 ‘성인이 살던 곳’이라는 뜻으로 ‘성전암’이라는 이름을 붙였다고 한다. 이후 절의 내력은 잘 알려져 있지 않으나, 인조(재위 1623∼1649)가 능양군으로 있을 때 이곳으로 피신하여 국난 타개를 위해 백일기도를 올린 뒤 왕위에 올랐다고 전한다. 이 절은 이것을 기리기 위해 인조각을 세웠으며, 오늘날까지도 제향을 올리고 있다.

## 참고 문헌
- 진주 성전암 목조여래좌상 - 국가유산청 국가유산포털